# Ali Alhadi
Ali ibne Maomé Alhadi (em árabe: عَلِيّ ٱبْن مُحَمَّد ٱلْهَادِي; romaniz.: Alī ibn Muḥammad al-Hādī; Medina, 8 de setembro de 829 – Samarra, 21 de junho de 868) foi um estudioso muçulmano e o décimo dos doze imames, depois de seu pai Maomé Aljauade e antes de seu filho Haçane Alascari. Conhecido também como al-Naqi (o puro) ou Abu l-Haçane Atalite (o terceiro), ele nasceu em Suraia, uma aldeia a três milhas de Medina fundada por seu bisavô, o sétimo imame da Imāmiyya, Muça l-Kazim. As fontes fornecem datas de nascimento que variam de Dulrija de 212 / março de 828 a Rajabe – Dulrija de 214/setembro-fevereiro de 830. Sua mãe era umm walad (concubina) chamada Samana ou Susana, que provavelmente era de origem magrebita.
Quando seu pai, Maomé Aljauade, o nono imame dos imames xiitas, morreu em 220/835, Alhadi ainda era menor, mas a maioria dos seguidores de seu pai o reconheceram como imame. Ele viveu em Medina até a adesão ao califado de Mutavaquil (r. 847–861), cujas tentativas de restabelecer o controle e a autoridade também afetaram a situação dos álidas. Em 233/848, Mutauaquil convocou Alhadi para Samarra, a nova capital abássida ao norte de Bagdá. Samarra serviu como capital abássida de 221/836 a 279/892. Embora recebido com hospitalidade e tendo recebido uma casa para morar, Alhadi era na realidade um prisioneiro do califa. O bairro da cidade onde Alhadi vivia era conhecido como al-Askar, uma vez que era ocupado principalmente pelo exército ('askar) e, portanto, Alhadi e seu filho Haçane são ambos chamados de 'Askari ou juntos como Askariyayn (os dois 'Askaris).
Ali Alhadi passou o resto da vida em Samarra sob o olhar atento dos agentes abássidas. No entanto, o imã conseguiu manter-se em contacto com os seus seguidores, consolidando também a organização das suas comunidades imames no Iraque, na Pérsia e noutros locais através dos seus vários representantes que arrecadavam para ele os khums e outras taxas religiosas.
De acordo com al-Tabari e al-Kulayni, ele morreu em 26 Jumādā II 254/21 de junho de 868 (outras datas caem em Jumādā II e Rajab 254/junho-julho de 868). Fontes xiitas sugerem que ele foi envenenado pelos abássidas. Abu Ahmad Muwaffaq, irmão do califa Muʿtazz (r. 252–5/866–9), liderou a oração fúnebre. Alhadi foi enterrado em sua casa, que foi, nos séculos seguintes, transformada em um importante santuário por vários patronos sunitas e xiitas. Ele completou quarenta anos e deixou dois filhos, Haçane e Ja'far. Após a morte de Ali Alhadi, a maioria dos seus partidários reconheceram o seu filho al-Haçane como o seu próximo imã.
De acordo com al-Qurashi, a vasta cultura e conhecimento do imame Alhadi em todas as ciências, como tafsir (comentário do Alcorão), jurisprudência, artes islâmicas, ética e outros campos fizeram dele o fim que estudiosos e buscadores de conhecimento partiu em direção. Ele nomeia 177 alunos e companheiros do imame Alhadi. Eles narraram e registaram as suas tradições (dos Imames) nos seus quatrocentos registos (usuls) que foram recolhidos mais tarde nos quatro livros aos quais os jurisprudentes xiitas se referiram e aos quais ainda se referem para derivar veredictos legais.
A tradição imames relata muitos milagres do imame Ali Alhadi; ele é descrito em particular como dotado do conhecimento das línguas dos persas, eslavos, indianos e nabateus, como prevendo tempestades inesperadas e profetizando com precisão mortes e outros eventos. Os milagres que seus amigos e conhecidos relataram lembram, em grande parte, sua vida em Samarra.

## Nome e títulos

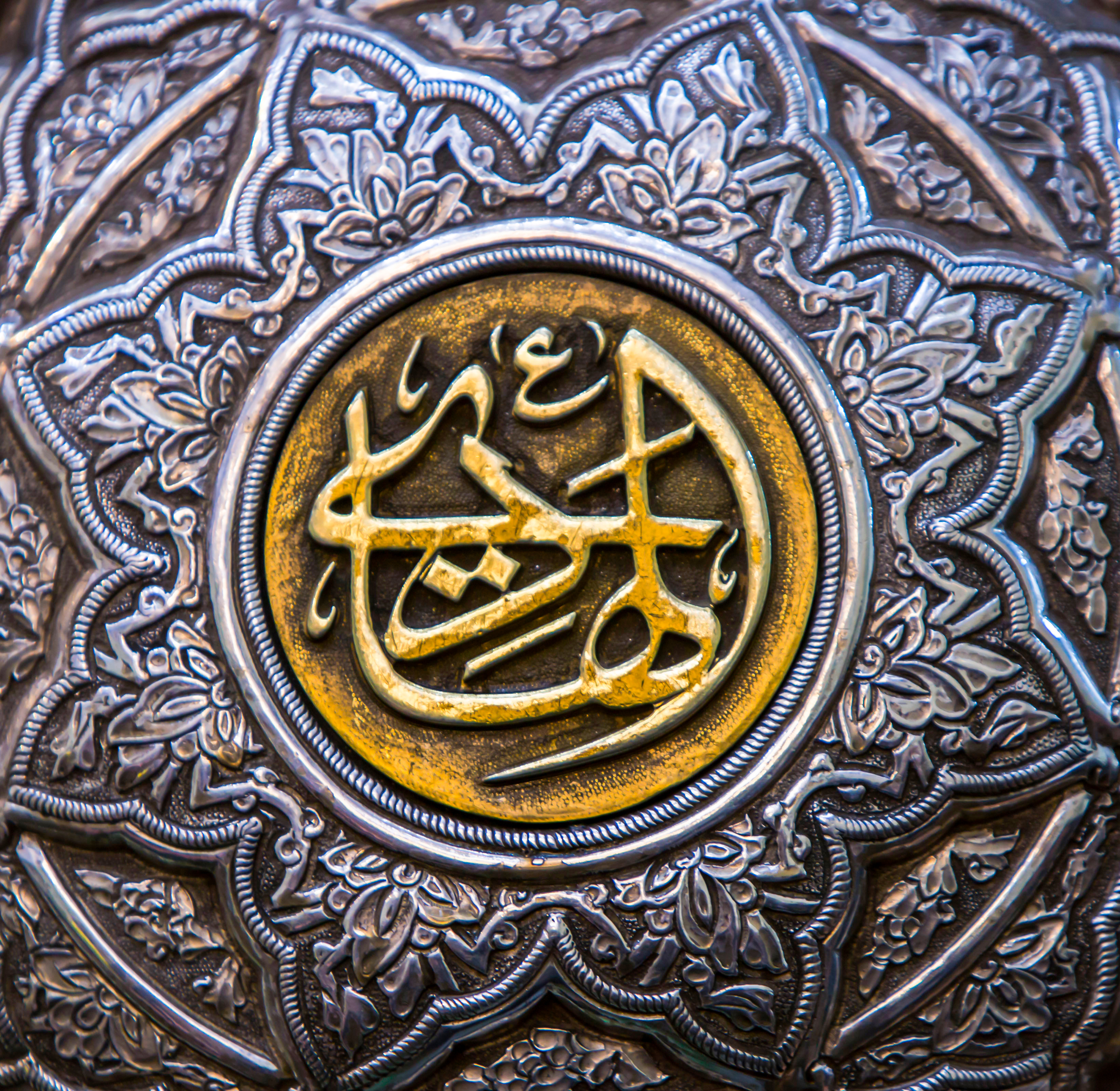
O nome de Alhadi no santuário de Huceine ibne Ali em Carbala, o santuário do imame Huceine

#### Nome
Seu pai, imame Aljauade, nomeou-o Ali como o nome de seus dois bisavôs, imame Ali e imame Ali ibne Huceine Zaine Alabidim. Ele se parecia com seu avô, imame Ali, em eloquência e retórica, e com seu avô, imame Zaine Alabidim, em piedade, adoração e ascetismo.

#### Sobrenome
Dar sobrenome a uma criança era uma forma de homenageá-la, o que ajudava sua personalidade a crescer rumo à perfeição. Os Imames prestaram atenção a este importante fato e por isso deram sobrenome aos seus filhos na primeira infância. Os árabes tinham orgulho dos seus sobrenomes. Aljauade apelidou seu filho, Alhadi, de Abu Haçane, que era o mesmo que os sobrenomes de seus dois avôs, os imames Muça Alcadim e Reza. Os narradores diferenciaram esses três Imames neste sobrenome dizendo Abu Haçane, o Primeiro (imame Muça Alcadim), Abu Haçane, o Segundo (imame Reza) e Abu Haçane, o Terceiro (imame Ali Alhadi).

#### Epítetos
Seus epítetos expressavam as altas qualidades que ele possuía. Seus epítetos são os seguintes: Anácer (leal); Alitiafe Biubil Axerafe; Mutauaquil (dependente de Alá); Atai (piedoso, devoto); Almurtada (estar satisfeito com Allah); Alfaqui (jurisprudente); Alaalim (conhecedor); Alascari (militar) era assim chamado porque residia em Samarra, que se chamava Alascar.

## Linhagem
Seu pai era Maomé Aljauade ibne Ali ibne Muça, Abu Jafar, nono imã dos Doze Xiitas (n. Medina, Ramazan 195/junho de 811; m. Bagdá, Ḏu'l-qaʿda 220/novembro de 835). No uso comum ele é chamado pelo epíteto Aljauade (ocasionalmente al-Taqi), enquanto no Hadith xiita ele é referido como Abu Jafar Atani. Mohammad Aljauade era o único filho do imame Ali Reza, e os contemporâneos o chamavam de Ebn al-Reza (filho de al-Reza). Maomé Aljauade morreu quando tinha apenas vinte e cinco anos de idade. Ele foi enterrado ao lado de seu avô Muça Alcazim, na margem oeste do Tigre. Maomé Aljauade teve dois filhos, Ali e Muça.
Como no caso da maioria dos imãs, sua mãe era uma escrava, que foi homenageada, após dar à luz filhos ao seu senhor, com o título especial de um ualade (mãe da prole). Existem diferenças quanto à identidade de sua mãe, mas a maioria das fontes parece afirmar que ela era uma escrava núbia. Seu próprio nome era Hadith, embora haja quem diga que ela se chamava Susana, ou Gazala, ou Salil, ou Hauite.

## Biografia

##### Nascimento e primeiros anos
Ele nasceu, de acordo com o melhor relato autenticado, em 16 Dulrija 212/7 de março de 828 em Suraia, uma vila a três milhas de Medina fundada por seu bisavô, Muça Alcazim. Outras datas fornecidas para seu nascimento estão em Rajabe ou Dulrija, 213 ou 214/setembro de 828/janeiro de 830. Quando Almotácime se tornou califa (r. 218-27/ 833-42), ele continuou a política de Almamune de simultaneamente apaziguar e conter grupos pró-álida; talvez para promover esta política, ele convocou Mohammad Aljauade de Medina para Bagdá no final de Moarrão de 220 / fevereiro de 835 e fez com que ele e sua esposa, Om Alfazle, permanecessem na corte como convidados de honra. Isso ocorreu enquanto seu filho, imame Alhadi, permanecia em Medina. Lá, o imã morreu lá pouco depois, em 6 Dulrija 220/30 de novembro de 835, aos vinte e cinco anos de idade, tornando-o o de vida mais curta dos imames duodecimanos. Várias fontes mencionam a idade de Ali Alhadi neste momento como cerca de seis anos e cinco meses. De acordo com o testamento de seu pai, ele receberia suas propriedades, propriedades e escravos após atingir a maioridade, com exclusão de seu irmão Muça. Os seguidores de seu pai geralmente o reconheciam como imã. Mais tarde, um pequeno grupo se separou em circunstâncias inexplicáveis, alegando que Muça era o imã; eles logo voltaram a ser leais a Ali, já que Muça se dissociou deles.
Durante muitos anos, Alhadi permaneceu em Medina; de 220 até provavelmente o ano 233. Nestes treze anos, apenas alguns incidentes sobre sua vida foram registrados. Até certo ponto, isso deve ser devido à sua idade e porque esses anos foram parcialmente passados no isolamento do Hijaz, sob a tutela de figuras consideradas hostis pelo Shrite ashāb. À medida que o imame se tornava adulto, ele morou em Medina e se ocupou em ensinar. Gradualmente, ele atraiu um grande número de alunos das províncias onde os adeptos da casa do Profeta eram mais fortes – Iraque, Pérsia e Egito.

### Condições Políticas e Sociais
imame Alhadi viveu durante a época de vários califas abássidas durante o período de seu imamato, ele foi contemporâneo dos seis califas subsequentes à morte de Almamune em 833 DC: Almotácime (falecido em 227/841-42), Aluatique (falecido em 232/846-47), Mutauaquil (falecido em 247/86162), Almontacir (falecido em 248/862-63), Almostaim (falecido em 252/866-67) e Almutaz (falecido em 255/868-69).
Este período específico no califado abássida tem certas características que o diferenciam de outros períodos. Essas particularidades incluem:
1- O declínio do poder do califado: O califado, seja sob os omíadas ou sob os abássidas, possuía muito poder e prestígio. No entanto, a era do imame Alhadi viu a dissipação gradual deste poder devido à influência dos turcos, bem como de vários grupos de escravos sobre o governo. O governo caiu nas mãos de certos partidos, e a posição do califado tornou-se mais cerimonial, em vez de uma posição de poder e comando supremos.
2- A autoindulgência dos funcionários da corte: Os califas abássidas deste período passavam a maior parte do tempo envolvidos em festas e outras formas de busca de prazer. O palácio estava totalmente imerso na corrupção. As páginas da história registraram detalhadamente o que aconteceu nessas festas.
3- A prevalência da opressão e da injustiça: A opressão, a tirania e a pilhagem contínua do tesouro público causaram o descontentamento em massa das pessoas para com os seus governantes.
4- A propagação dos movimentos Alawis: Durante este tempo, o governo 'Abbasid procurou criar inimizade contra os Alawis na sociedade em geral. Através desses meios, queriam enfraquecer o poder dos alauítas e neutralizar a sua capacidade de revolta contra os governantes. Sempre que o governo sentia a menor ameaça dos Alauítas, iniciava uma resposta desproporcional e impiedosa.
A razão por detrás da severidade das suas acções foi que os abássidas sentiam que o seu governo era fraco e frágil, apesar do seu controlo rígido sobre a sociedade. Foi por esta razão que eles temiam tanto esses movimentos alauítas.
Durante este tempo, os Alawis convidaram o povo sob a liderança de um "Indivíduo Selecionado da Família de Maomé", deliberadamente não nomeando nenhum indivíduo para a posição de liderança do seu movimento. A razão para isto foi que os líderes do movimento sabiam que os seus Imames estavam algures na cidade-fortaleza de Samara. Eles estavam sendo cuidadosamente observados e, portanto, nomear qualquer um deles para esta posição certamente resultaria em seu assassinato. Estes movimentos foram uma reacção à opressão e tirania generalizadas que pairavam sobre a sociedade muçulmana e tinham uma relação directa com a quantidade de pressão exercida sobre o povo pelos califas. Por exemplo, sob o governo de Muntasir, não houve revoltas. Isso ocorreu porque Muntasir estava inclinado até certo ponto para a família do Profeta e, portanto, ele não perseguiu muito os xiitas durante seu governo. No entanto, a história registou 18 revoltas desde o ano 219 até 270 Hijri. Estas revoltas foram todas reprimidas e derrotadas pelo governo abássida.

### A atitude dos abássidas em relação às atividades de Alhadi
Alhadi tinha sete anos quando seu pai morreu. Segundo as fontes Imamitas; a maior parte dos seguidores de Al Jawad aceitou o Imamato de seu sucessor, Ali Alhadi, que tinha então sete anos. A sua idade não representava obstáculo à aceitação do seu Imamato, pois tinham enfrentado o mesmo problema com o seu pai, que também tinha sete anos quando assumiu o cargo. Alguns seguidores de Aljauade, no entanto, apoiaram o Imamato de seu filho Muça, mas depois de um curto período de tempo eles se juntaram ao resto dos Imamitas, aceitando o Imamato de ‘Ali Alhadi. O longo Imamato de Alhadi (835-868) testemunhou a diminuição da autoridade dos califas, bem como sua tentativa infrutífera de reafirmar sua supremacia. Nesta fase os Imamitas concentraram os seus esforços na reorganização das atividades dos seus seguidores. Isto foi especialmente necessário considerando o facto de que o estado florescente da “economia abássida” tinha diminuído as oportunidades dos álidas de obter apoiantes para futuras acções militares. Talvez por esta razão o califa, al-Mu'tasim e o seu sucessor al-Wathiq (227-232/841-846), foram mais tolerantes para com os álidas do que al-Ma’mun antes deles ou al-Mutawakkil depois deles. De acordo com Abu al-Faraj al-Isfahani, os descendentes de ‘Ali b. Abi Talib e seus parentes próximos (alTalibiyun) reuniram-se em Samarra, onde receberam salários do califa al-Wathiq. Este último também distribuiu uma grande quantia de dinheiro entre os álidas no Hijaz e outras províncias.

### Califado de Al-Mutawakkil
Após a morte de al-Wathiq, certos acontecimentos tiveram consequências graves para a atitude abássida em relação às atividades dos adeptos do décimo imame, Alhadi. Al-Mutawakkil foi escolhido para o califado em 232/837 e a sua instalação foi vista pelos narradores (al-Muhaddithun al-amma) como um grande revés para aqueles que favoreciam os álidas. A maioria destes últimos pertencia às fileiras dos Mu'tazila e dos Xiitas, que formavam o elemento progressista e, na verdade, radical da sociedade. Reconhecendo isto, alMutawakkil executou certas medidas com o objectivo de destruir as bases económicas e políticas tanto dos Mu'tazila como dos xiitas.

#### A inimizade de Al-Mutawakkil para com os xiitas
Com a adesão de al-Mutawakkil (232/846-47), o califado Abássida entrou numa nova fase da sua política religiosa que trouxe mudanças significativas na perspectiva dos xiitas.
al-Mutawakkil voltou-se para a oposição para lidar com as atividades clandestinas organizadas dos álidas em geral e dos Imamitas em particular. As atividades intelectuais dos Imamitas no Egito, incentivadas por Isma'il b. Muça Alcazim deu frutos e expandiu-se para a esfera das atividades políticas clandestinas, penetrando mesmo em partes remotas do Norte de África. O sistema de comunicação da sua organização (al-Wikala) era altamente desenvolvido, particularmente na capital Samarra, Bagdá, Mada’in e nos distritos de Sawad.
Além disso, o relatório de al-Yaqubi parece indicar que os Imamitas tinham escondido o nome do seu Imame, a tal ponto que o califa não tinha a certeza exacta de quem ele era ou se tinha ligações directas com actividades clandestinas xiitas.
Al-Mutawakkil instigou uma campanha de prisões contra os Imamitas em 232/846, acompanhada de um tratamento tão severo que alguns dos agentes do imame em Bagdá, Mada'in, Kufa e Sawad morreram sob tortura, enquanto outros foram jogados na prisão .
Várias observações sugerem que al-Mutawakkil foi ainda mais longe na sua política, visando, a longo prazo, destruir o estatuto económico e social dos 'álidas, e emitiu muitas ordens para alcançar esse fim. Ele confiscou as propriedades dos Husaynids, ou seja, a propriedade de Fadak, cuja receita na época, segundo Ibn Tawus, era de 24.000 dinares, e concedeu-a ao seu partidário 'Abd Allah b. ‘Umar al-Bazyar. Ele também alertou os habitantes do Hijaz para não terem qualquer comunicação com os álidas ou apoiá-los financeiramente. Muitas pessoas foram severamente punidas porque o fizeram. De acordo com al-Isfahani, como resultado das medidas de al-Mutawakkil, os álidas enfrentaram um tratamento severo em Medina, onde foram totalmente isolados de outras pessoas e privados dos seus meios de subsistência necessários. Abu al-Faraj al-Isfahani em seu livro intitulado Maqatil al-Talibiyyin (As Circunstâncias dos Assassinatos dos Descendentes de 'Ali b. Abi Talib). Este último trabalho é uma fonte extremamente importante e indispensável para o estudo das várias revoltas xiitas sob o califado. No seu relato sobre os 'álidas que foram mortos sob al-Mutawakkil, ele prefacia a sua lista com comentários sobre a inimizade deste último para com a família do Profeta e afirma que as suas mulheres no Hijaz não tinham véus para se cobrirem. Muitas delas tinham apenas um véu, que partilhavam entre si na hora das orações diárias.
O califa também queria retirar os xiitas da administração abássida e destruir a sua boa posição na opinião pública. Al-Mas'udi dá um exemplo desta política: menciona que Ishaq b. Ibrahim, o governador de Saymara e Sirawan na província de alJabal, foi demitido do cargo por causa de sua lealdade imamita, e outras pessoas perderam seus cargos pelo mesmo motivo.
De acordo com al-Kindi, al-Mutawakkil ordenou ao seu governador no Egito que lidasse com os álidas de acordo com as seguintes regras:
1) Nenhum ‘Alid poderia receber uma propriedade ou ser autorizado a andar a cavalo ou a mudar-se de al-Fustat para outras cidades da província.
2) Nenhum ‘Alid tinha permissão para possuir mais de um escravo.
3) Se houver qualquer conflito entre um ‘Alid e um não-Alid, o juiz deve primeiro ouvir a reclamação do não-Alid e depois aceitá-la sem negociação com o ‘Alid.

#### Destruição do santuário de Hussein em Karbala
o califa descobriu que o Egito e as áreas próximas ao túmulo de al-Husayn em Sawad (Iraque) eram os centros mais fortes das comunicações subterrâneas dos álidas. No ano de 851, quando o imame tinha quase vinte e cinco anos, o califa Mutawakkil ordenou que as peregrinações aos santuários de Ali e Huceine fossem interrompidas. Em seguida, ele ordenou que o túmulo de al-Husayn e as casas próximas fossem arrasados. Depois ordenou que o terreno do túmulo fosse arado e cultivado, para que qualquer vestígio do túmulo fosse esquecido. Além disso, emitiu uma ordem proibindo as pessoas de visitar os túmulos de qualquer um dos Imames e avisando-os de que qualquer pessoa encontrada nas suas proximidades seria presa. A destruição do santuário do imame Husayn enfureceu os muçulmanos, e isso chegou ao ponto que o povo de Bagdá começou a escrever slogans contra Mutawakil nas portas e paredes de edifícios e mesquitas. Os poetas compunham e recitavam versos satirizando-o e insultando-o. Após a morte de Mutawakil, os xiitas, com a ajuda dos alauitas, mais uma vez reconstruíram e restauraram o santuário do imame Husayn.

#### Revoltas de álidas
Parece, no entanto, que a opressão abássida não impediu a ambição xiita de alcançar o poder. Muitos historiadores como al-Isfahani relatam que as revoltas de ‘Alid eclodiram em 250-1/864-5 nas áreas de Kufa, Tabaristão, Rayy, Qazwin, Egito e Hijaz. De acordo com Ibn ‘Uqda, o detentor do estandarte rebelde em Meca era Muhammad b. Ma'ruf al-Hilali (falecido em 250/864), que estava entre os eminentes Imamitas do Hijaz. Além disso, o líder dos rebeldes em Kufa, Yahya b. ‘Umar, que foi assassinado em 250/864, atraiu a simpatia e elogios do agente de alHadi, Abu Hashim al-Ja’fari.
Além disso, al-Mas’udi relata que um certo ‘Ali ibn Muça b. Isma'il ibn Muça Alcazim participou na revolta em Rayy e foi preso pelo califa al-Mu'tazz. Visto que este homem era neto do Isma'il b. Muça Alcazim que pregou a doutrina imamita no Egito, parece extremamente provável que a revolta tenha sido essencialmente imamita.
Além disso, al-Tabari dá informações sobre as atividades clandestinas dos Imamitas e o seu papel nesta rebelião, que as autoridades consideraram puramente zaydita e não imamita. Ele também relata que os espiões ‘Abbdsid descobriram correspondência entre o líder dos rebeldes no Tabaristão, al-Haçane b. Zayd e sobrinho de Muhammad b. ‘Ali b. Khalf al-’Attar. Ambos os homens eram adeptos do décimo imame, Alhadi.
Isto levou as autoridades à conclusão de que os Imamitas tinham ligações directas com os rebeldes. Assim, prenderam as principais personalidades imamitas em Bagdá e as deportaram para Samarra. Entre eles estavam Muhammad b. 'Ali al-Attar, Abu Hashim al-Jafari, e os dois filhos de Alhadi, Ja'far e al-Haçane Alascari, que mais tarde seria o décimo primeiro imame.

#### Convocado para Samarra (c.848)
Se o imame Alhadi fosse autorizado a continuar a viver em Medina, ele estaria fora do alcance do califa e, portanto, representaria um sério perigo para o seu poder e autoridade. Era aqui que sempre que chegava ao califa a menor notícia sobre o perigo potencial do imame, ele se sentia encorajado a agir de acordo com seus planos. Quando uma carta do governador de Medina chegou ao califa, tornou-se motivo de preocupação, e ele decidiu transferir o imame de Medina para Samarra. 'Abdullah ibn Muhammad Hashimi, o governador de Medina na época, escreveu uma carta ao califa alertando-o em termos severos sobre as atividades políticas do imame. Esta carta descreveu o apoio popular do imame, o que deixou o califa com medo. O imã, por sua vez, enviou uma carta a Mutawakkil defendendo-se das acusações e reclamando do governador. Mutawakkil substituiu o governador e, numa carta, assegurou a Ali a sua mais elevada consideração e confiança, mas solicitou que ele se mudasse para a residência do califa, juntamente com os membros da sua família, clientes e servos que ele desejasse trazer consigo. Ele enviou Yahya ibn Harthama a Medina para fornecer ao imã uma escolta militar. A carta de Mutawakkil citada por Kulayni e Shaikh Mufid pode muito bem ser autêntica, embora sua data tenha sido evidentemente transmitida erroneamente a Mufid como Jumada II, 243/outubro de 857, em vez de 233/janeiro de 848. Quando o imã chegou a Bagdá, muitas pessoas se reuniram para vê-lo, e o governador, o Ishaq ibn Ibrahim Taheri, cavalgou para encontrá-lo e ficou com ele durante parte da noite. Ele chegou a Samarra em 23 de Ramazan 233/1 de maio de 848.

##### em Samara

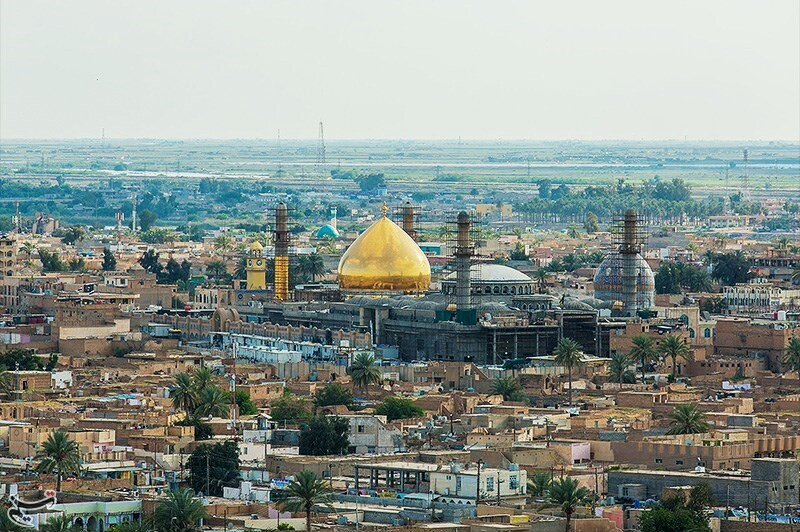
Cidade de Samarra no Iraque

o imame chegou a Samarra em 23 de Ramazan 233/1 de maio de 848. O califa Mutawakkil não o recebeu imediatamente. segundo Mahdi Pishvai, historiador xiita, de acordo com a ordem de Mutawakil, e sob o pretexto de que o local onde o imame iria viver ainda não estava pronto, o imame foi alojado numa residência humilde e de muito baixa escala . Da pousada ele foi levado para um local onde ficavam alojados os pobres e necessitados; o imame passou seu primeiro dia nesta pousada. A intenção por trás deste acordo era humilhar o imame e rebaixar a sua posição aos olhos do povo. No dia seguinte, outro local foi escolhido como residência permanente do imame.
O imã permaneceu em Samarra pelo resto da vida; segundo Madelung, ele teria afirmado que tinha vindo para lá involuntariamente, mas só sairia contra sua vontade, pois preferia a qualidade do ar e da água. Embora sob constante observação, ele era livre para circular pela cidade e participar da vida da alta sociedade. Evidentemente, ele conseguiu manter contato com seus representantes entre seus seguidores, enviando-lhes suas instruções e recebendo através deles as contribuições financeiras dos fiéis provenientes dos khums e dos votos religiosos. Mais tarde, comprou várias casas em Samarra. Segundo Pishvai, o imame era essencialmente um prisioneiro. Em sua residência estava constantemente sob vigilância, e os agentes do califa saberiam de todas as suas idas e vindas, bem como de suas reuniões. Yazdad, o médico cristão e aluno de Bakhtlshu, escreveu sobre a questão da transferência forçada do imame para Samarra: “Se alguém tem conhecimento do invisível, é ele. Eles o trouxeram aqui para evitar que o povo se reunisse em torno dele, pois eles vêem a sua própria existência como uma ameaça ao seu governo”. Sachedina escreve, al-Mutawakkil tentou por todos os meios possíveis incomodá-lo e desonrá-lo. Muitas vezes, ele chamava o imame à sua presença com o objetivo de matá-lo ou desonrá-lo e muitas vezes mandava revistar sua casa. Mas por esta altura, parece que o 'Alid imame tinha sido reconhecido como uma autoridade piedosa e erudita e matá-lo poderia ter despertado ainda mais sentimentos antigovernamentais entre os xiitas. Durante os últimos dias de sua vida, Mutawakil ordenou que seu agente Saiid ibn Hajib assassinasse o imame. No entanto, o imame disse: “Não demorarão mais de dois dias até que Mutawakil seja morto”, e os acontecimentos ocorreram exactamente desta maneira.

#### Assassinato de Mutawakil
Uma noite, quando Mutawakil estava completamente bêbado depois de uma festa em seu palácio, ele foi morto em uma conspiração por seu filho Muntasir com a ajuda dos mercenários turcos que tinham vindo para controlar os assuntos de Bagdá e, particularmente, para dominar os califas em Samarra. Ele e seu vizir, Fath ibn Khaqan, foram mortos no ano 247/861. O assassinato de al-Mutawakkil em 247/86162 foi seguido pelo curto reinado de al-Muntasir, que revogou as medidas anti-'Alid de seu pai. Seu sucessor, al-Musta'in (862-866), também seguiu seus passos, e o imame Alhadi continuou a viver com mais liberdade durante esses anos. Deve ter sido durante esses anos que ele nomeou 'Uthman al-'Amri (falecido em 260 ou 261/274-75) como seu representante pessoal e agente em Bagdá. 'Uthman também foi posteriormente confirmado neste cargo por al-'Askari e o último imame. A função de orientar e organizar a estrutura central dos xiitas moderados foi gradualmente sendo entregue aos agentes, que continuaram a estratégia dos Imames no que diz respeito ao quietismo político, e que foram, em grande medida, responsáveis pelo posterior elaboração e cristalização da doutrina do Imã Oculto tal como apreendida pelos Imamitas. Durante o califado de al-Mu'tazz (866-69), a suspeita abássida das atividades do imame mais uma vez restringiu a liberdade de movimento de Alhadi até que o imame morreu, como afirmam os xiitas, de veneno administrado por o califa em 254/868.

#### Os Representantes do Imã (Wukala)
As condições restritivas em que os Imames viveram durante a época do califado Abássida fizeram com que encontrassem novos métodos de manter ligações com os seus seguidores. Um desses métodos envolvia a selecção de representantes e deputados em todo o mundo muçulmano e a sua organização numa rede fortemente unida através da qual pudessem manter ligações com os seus seguidores. Um dos objetivos desta rede era a coleta de Khums, Zakat, caridade e presentes que foram enviados de várias regiões do mundo muçulmano. Esta rede económica foi vital para a sobrevivência do movimento xiita. Além disso, estes representantes foram fundamentais na transmissão de questões relacionadas com várias questões jurisprudenciais e ideológicas que os xiitas desejavam colocar aos Imames. Os Imames responderiam a estas perguntas e as suas respostas seriam, por sua vez, enviadas de volta. Esta organização provou ser extremamente eficaz na criação de uma hierarquia através da qual a riqueza foi distribuída de forma estratégica e a base ideológica dos xiitas foi fortalecida. imame Hadl vivia em condições de severas restrições na cidade de Samarra. Apesar disso, deu continuidade à seleção dos representantes; esta foi uma política que seu pai, imame Jawad, promulgou pela primeira vez. Os deputados do imame gradualmente ganharam experiência valiosa na organização dos assuntos dos xiitas. Numerosas evidências históricas mostram que os deputados definiram os xiitas como pertencentes a um dos quatro distritos diferentes, de acordo com o local onde viviam no mundo muçulmano. A primeira região incluía Bagdá, Mada'in e Iraque (Kufa). A segunda região continha Basrah e Ahwaz. O terceiro continha Qum e Hamedan, enquanto o quarto continha o Hijaz, o Iêmen e o Egito. Cada região era da responsabilidade de um deputado independente que, por sua vez, selecionaria e supervisionaria vários deputados locais. Os deveres deste grupo de representantes são evidentes nos comandos do imame Alhadi.

## Imamado

### Designação
Quando Maomé Aljauade morreu em 835 em Bagdá, capital abássida, ele tinha 25 anos de idade. Maomé Aljauade teve dois filhos, Ali e Muça. A maioria dos seguidores imames de Maomé Aljauade reconheceram o imamato de seu filho Ali. Ali Alhadi, contado como o décimo imã dos xiitas duodecimanos, assim como seu pai também era menor (cerca de sete anos) quando sucedeu seu pai em 220/835. A sua idade não impediu a aceitação do seu Imamato, uma vez que tinham enfrentado o mesmo problema com o seu pai, que também tinha sete anos quando assumiu o cargo. Alguns seguidores de Aljauade, entretanto, apoiaram o Imamato de seu filho Muça, mas depois de um curto período de tempo eles se juntaram ao resto dos Imamitas, aceitando o Imamato de Ali Alhadi.

A principal designação de Alhadi é recontada numa história principal que reflecte muito claramente não só o papel do proeminente ashab mas também a medida em que foram obrigados a agir de forma independente como resultado do isolamento do imame. O nass é entregue como uma mensagem oral ao pai de al-Khayrani e é expresso em termos diretos:
Seu mawla (mestre ou patrono) lhe envia saudações e diz que estou morrendo, o amr (literalmente, matéria ou causa; poder ou autoridade, aqui significando o Imamato) é para meu filho Ali. Você está sob o comando dele depois de mim, assim como esteve comigo depois de meu pai.
Esta mensagem é ouvida por Ahmad ibn Muhammad ibn Isa, que estava esperando para ouvir notícias sobre a saúde do imame. Abu al-Khayrani então escreve dez cópias da mensagem e as entrega a wujuh al-isaba [figuras importantes do grupo, ou seja, os xiitas] com instruções para abri-las se algo acontecer antes que ele as solicite. Quando Aljauade morreu, os líderes do isaba se reuniram na casa de um certo Muhammad ibn al-Faraj, que também escreveu a Abu al-Khayrani para informá-lo da reunião e pedir desculpas por não ter vindo até ele por medo de publicidade. Quando ele chega, os presentes discutem sua situação atual e pedem sua opinião. Ele os remete às notas que entregou anteriormente, mas não os considera convencidos: “Teríamos preferido que houvesse outra testemunha além de você neste assunto”. Abu al-Khayrani volta-se para o bisbilhoteiro, que curiosamente reluta em confirmar a designação até ser ameaçado com o juramento do Mubahala. Mesmo assim ele afirma: “Ouvi isso, mas foi uma grande honra e teria preferido que fosse para um árabe e não para um dos ajam [não-árabes]”. Após alguma reflexão, o grupo aceitou o imamato de Ali, conclui o relatório. Mais evidências são encontradas no testamento atribuído a Aljauade em Kitab al-Kafi, que estipula que seu filho Ali herdaria dele e seria responsável por seu irmão mais novo, Muça, e suas irmãs.
De acordo com outro relatório, um servo de Maomé Aljauade, Khayran al-Khadim, testemunhou que Muhammad nomeou Ali Alhadi como seu sucessor, e os líderes da comunidade xiita, que se reuniram no dia de Muhammad al- A morte de Jawad para decidir a questão da sucessão, acabou por aceitar a sua palavra. Um notável que esteve presente no leito de morte do imame, o influente chefe da cidade xiita de Qum, Abu Ja'far Ahmad ibn Muhammad ibn 'Isa al-Asharī, contestou a história de Khayran al-Khadim, mas a situação foi rapidamente colocado sob controle por outros associados próximos do falecido imame.
Segundo o jurista e académico muçulmano Hossein Modarressi, este episódio, se puder ser fundamentado, indica claramente que mesmo nesta fase tardia da história do Imamato, a mera descendência ou antiguidade entre os descendentes do falecido imame não foi considerada suficiente para a sucessão. A comunidade xiita tinha de ser convencida de que o novo imã tinha sido realmente nomeado pelo seu antecessor.

### Milagres
A tradição imames relata muitos milagres do imame Ali Alhadi; ele é descrito em particular como dotado do conhecimento das línguas dos persas, eslavos, indianos e nabateus, como prevendo tempestades inesperadas e profetizando com precisão mortes e outros eventos. Assim, é relatado que ele amaldiçoou Mutawakkil e previu corretamente sua morte dentro de três dias após o califa tê-lo humilhado (ordenando-lhe, junto com outros hachemitas e dignitários, que desmontasse e andasse na frente de ele mesmo e Fatḥ ibn Ḵaqān) ou o aprisionou. Na presença de Mutawakkil, ele desmascarou uma mulher que afirmava falsamente ser Zaynab, filha do imame Hossain, descendo à cova dos leões para provar que os leões não prejudicam os verdadeiros descendentes de Ali (um milagre semelhante também é atribuído a seu avô Ali Reza). Ele deu vida a um leão retratado em um tapete e o fez engolir um malabarista indiano que, por ordem de Mutawakkil, tentou envergonhá-lo com seus truques; e ele transformou um punhado de areia e pedras em ouro para um seguidor necessitado.
Um grupo de escravos pertencentes a Mutawakkil reconheceu o imame Ali a-Hadi na presença do Califa e foi prostrar-se diante dele, beijando-lhe as mãos e os pés. Posteriormente, Mutawakkil perguntou a Bultan, que estava encarregado desses escravos: "O que foi isso que os escravos fizeram?" Bultan disse que ele mesmo não entendia, então o califa perguntou aos escravos: “Por que vocês fizeram isso? “Eles responderam: “Porque este é o homem que todos os anos vem ao mar e nos ensina religião. Ele é o wasi (representante) do último profeta da era, e nós o vimos fazer muitos milagres.” Quando o califa ouviu isso, disse a Bultan: “Mate aqueles escravos”. Bultan relata ainda: “Eu os matei e os enterrei. Quando a noite chegou, decidi ir até o imame, então me levantei e corri até ele para explicar o assunto. Um criado à porta disse-me que o imame me procurava, por isso acompanhei-o até ao andrun (apartamento privado da família), onde encontrei o imame sentado. Ele me disse: “Como estão os escravos?” Eu disse: “Eu matei todos eles”. "Você matou todos eles", ele perguntou. 'Sim', eu respondi, 'eu juro que matei.' Então ele perguntou: 'Você quer vê-los? 'Sim', eu disse, 'mas eu lhe digo que eu os matei e os enterrei'. Ele então fez sinal para que eu fosse mais longe dentro do andar. Eu vi todos os escravos. Eles estavam sentados à vontade e comendo frutas.” O escritor do Khulasatu'U Akhbar observa que esta tradição aparece em dois ou três livros.
O médico cristão Yazdad, que tinha tanto prazer em fofocar sobre a chegada de Alhadi, acabou sendo persuadido a contar ao amigo sobre seu encontro com o Imam: “Eu o conheci um dia e ele estava montado em um cavalo preto, vestindo roupas pretas. roupas, um turbante preto e ele tinha pele escura. Quando o vi, fiquei ali espantado e disse para mim mesmo - juro que nada saiu da minha boca para ser ouvido - disse para mim mesmo: "Roupas pretas, cavalo, cara. Todo preto." Ao chegar perto de mim, ele olhou para mim severamente e disse: “Seu coração é mais negro do que seus olhos veem”.
Havia um homem em Isfahan (no Irão) chamado Abdur-Rahman que tinha abraçado o xiismo e acreditava no Imamato do imame Alhadi. Abdur-Rahman foi questionado sobre a razão por trás dessa decisão e ele disse: ‘Eu era pobre, mas corajoso e eloqüente. Eu, com um grupo de pessoas da minha cidade, fomos a al-Mutawakkil para reclamar. Quando chegamos a Samarra, fomos ao seu palácio. Enquanto esperávamos na porta de al-Mutawakkil, foi emitida uma ordem do palácio para trazer Ali bin Muhammad. Perguntei sobre ele e me disseram que ele era um homem alauíta, em quem os Rafidha (os xiitas) acreditavam ser seu imã. Foi dito que al-Mutawakkil poderia ordenar que ele fosse morto. Eu disse a mim mesmo: ‘Não sairei de casa até vê-lo.’ Não esperei muito quando o imame Alhadi chegou montado em um caminhão de transporte. As pessoas se levantaram glorificando-o e honrando-o. Quando o vi, amei-o e comecei a rezar a Alá para mantê-lo a salvo da conspiração de al-Mutawakkil. imame Alhadi me avistou. Ele veio em minha direção e disse: ‘Allah respondeu à sua oração. Ele prolongará sua idade e aumentará sua riqueza e seus filhos.’ Eu tremia porque ele sabia o que estava em minha mente e o que eu pretendia. Viemos para alMutawakkil, cuidamos dos nossos assuntos e depois parti para Isfahan. Allah me dotou de uma grande riqueza com a qual eu nem sonhava. Agora tenho um milhão de dirhams em minha casa, além da riqueza que possuo fora de casa. Tenho dez filhos e já tenho mais de setenta anos. Tudo isso foi resultado da bênção da du’a do imame Alhadi.

### Sucessão
Ali Alhadi deixou dois filhos, a saber, Ja'far e seu irmão mais velho, Haçane. Este último nasceu em al-Medina. A maioria dos Twelver Shias indica a data de seu nascimento como Rabi I 230/novembro de 844. Sua mãe era uma umm walad chamada Ḥudayth. Algumas fontes a chamam de Susan ou Salil. Ele foi trazido para Samarra com seu pai em 233/847-8 ou 234/848-9 quando tinha dois anos e continuou morando lá. Com a morte de Ali Alhadi, a maioria dos seus partidários reconheceram o seu filho al-Haçane como o seu próximo imã. O laqab mais conhecido do imame al-Haçane é Alascari, indicando que ele residiu em al-Askar, ou Askar al-Mutasim, ou seja, Samarra. Mas também se afirma nas fontes tradicionais que o título se refere ao facto de ter sido preso por “soldados”, o significado literal da palavra Askar. Daí a tradução de Askari por Henry Corbin como aquele que foi detido no campo. De acordo com a tradição Imami, ele foi designado para suceder ao imamato por seu pai um mês antes da morte deste em 254/868. Problemas especiais apareceram novamente no final do mandato de 'Ali Alhadi com a morte de seu filho mais velho, Muhammad. Jovem bem-educado, Maomé era adorado pelo pai e pela comunidade xiita como um todo. Ele era a escolha óbvia para suceder ao pai, e essa era a expectativa generalizada. Alguns relatórios chegam a sugerir que seu pai havia escolhido explicitamente Maomé entre seus filhos para suceder. No entanto, Maomé morreu três anos antes de seu pai, e 'Ali Alhadi nomeou como seu sucessor seu próximo filho, al-Haçane. A comunidade Imamita experimentou assim mais uma vez a "decisão divina inesperada" encontrada pela primeira vez na morte de Isma'il, o filho mais velho do imame Ja'far al-Sadiq. O período do Imamato de Haçane foi breve, apenas seis anos. Durante este tempo, ele esteve sob intensa pressão dos abássidas e o acesso a ele para seus seguidores foi restrito. Ele, portanto, tendia a usar agentes para se comunicar com os xiitas que o seguiam.

### A divisão sobre a sucessão do imamato
Segundo Pakatchi, as diferenças sobre a sucessão materializaram-se com a morte do imame Muhammad Alhadi, quando os seus adeptos se dividiram em quatro facções. Uma parte acreditava que o imame não havia morrido, mas havia entrado em ocultação. Outro reivindicou o imamato para seu filho mais velho, Maomé, que morreu durante a vida de seu pai, mas que alegavam estar vivo, embora invisível aos olhos. Uma terceira facção sustentava que Maomé havia morrido, mas depois foi restaurado à vida para evitar a cessação do imamato. Este grupo foi chamado Muamadia. Quarto, havia outro pequeno grupo, conhecido como Jaʿfariyyat al-khalleṣ (O Puro ja'fariyya), que acreditava que após a morte de Muhammad, seu pai, Alhadi, havia designado outro filho, Jafar ibne Ali, como seu sucessor. De acordo com uma fonte, a maioria dos xiitas favorecia Haçane Alascari e que os adeptos dos outros três grupos eram minoria. No entanto, Modarressi retrata um sucessor lutando contra “uma falta de fé e de deferência sem precedentes para com o novo Imam”.
Outro movimento, liderado por Muhammad b. Nuṣayr (falecido em 270/883) e, portanto, conhecido como Nuṣayriyya, surgiu. Maomé ibne Noçáir inicialmente seguiu o Décimo Imame, antes de fazer afirmações exageradas sobre si mesmo. Alguns afirmam que ele era um seguidor dos ensinamentos de Abu'l Khattab; alguns dizem que ele considerava Ali Alhadi, o Décimo Imame, como Deus e que ele, ibne Noçáir, era seu profeta; alguns afirmam que ele considerava 'All Alhadi o imame e o filho de 'Ali, Muhammad, que morreu em 249/863, era o Mahdi, enquanto ele se proclamou em 245/859 como o Bab (Portão) de 'Ali Alhadi. No entanto, as fontes imamitas, que enumeram os Nusayriyya entre os ghulat xiitas e, como tal, são hostis a eles, na verdade relatam que imame Alhadi amaldiçoou e repudiou ibne Noçáir por suas afirmações exageradas.
Parece que por esta altura apareceu ainda outro agrupamento, que sustentava, no meio de todas as dúvidas e confusões, que era possível interromper a cadeia de sucessão dos Imames antes do fim do mundo, e cujos apoiantes proclamavam efectivamente que não havia foi atualmente um grande interregno. Embora os relatos dos diferentes grupos xiitas não digam que tal tendência existia na época do imame Alascari, sabemos que um grupo que aderiu a essas noções existia no momento de sua morte. Subdividiu-se ainda mais e uma facção considerou a cessação do imamato como permanente; enquanto outro acreditava que após um intervalo apareceria um sucessor. A introdução de Ibn Bābawayh ao seu Kamāl al-dīn, e as suas refutações neste trabalho daqueles que acreditavam numa interrupção, mostram que esta facção ainda existia no século 4/10, especialmente no Khurasan.

## Morte
De acordo com al-Tabari e al-Kulayni, ele morreu em 26 Jumādā II 254/21 de junho de 868.. Outras datas mencionadas nas fontes caem dentro de Jumādā II e Rajab 254/junho-julho de 868. Hoje, os xiitas comemoram o terceiro dia de Rajab como o dia do martírio do imame Alhadi.
A maioria dos estudiosos imamitas acredita que Alhadi foi envenenado por instigação dos abássidas. De acordo com ibne Babuia, ele foi envenenado por Mutauaquil (r. 870–892), nenhum dos quais, entretanto, era califa no momento da morte do imame. mas o Xeique Almufide, um dos primeiros escritores xiitas, não afirma que o imame foi envenenado. o historiador de tendência xiita Iacubi (falecido em 897-8) diz que morreu misteriosamente.
Entre os autores modernos, Tabatabai sustenta que Alhadi foi envenenado por instigação de al-Mu'tazz, enquanto Hussain liga as precauções abássidas à morte súbita de Alhadi em Samarra em 254/868, porque as autoridades acreditavam ele estava por trás de todos os distúrbios e rebeldes dos álidas, e sentiu que sua morte poria fim a eles. Em contraste, Momen diz que “o verdadeiro poder estava nas mãos dos generais turcos dos califas e por isso é difícil ver que vantagem teria havido para o califa em envenenar o Imam”.
Durante séculos, estudiosos xiitas afirmaram que o governo abássida assassinou vários imãs xiitas. Estas afirmações têm sido frequentemente acompanhadas por preocupações de que as autoridades antagónicas aos xiitas tenham imposto o silêncio sobre o assunto, numa tentativa de apagar o acontecimento da memória pública. Um moderno biógrafo xiita de Aljauade expressa esta preocupação explicitamente, dizendo: “Todos os livros de história e tradição escritos por estudiosos sunitas silenciam sobre este facto [o martírio dos Imames]. Tudo isto se deve à incrível influência do Governo e ao sentimento de medo por parte destes escritores e académicos e nada mais.” Muitos séculos antes, o nosso próprio Ibn Shahrashub disse que reservou tempo para escrever Virtudes (Manaqib ale Abi Talib) para “revelar o que eles [os sunitas] suprimiram”.
Além disso, há uma narração atribuída a Maomé Albaquir (falecido em 732), o quinto dos doze imãs, de que nenhum deles está a salvo da morte injusta após ganhar fama, exceto o último, cujo nascimento é escondido do público. Uma tradição semelhante é atribuída a Arrida, o oitavo dos Doze Imames, desta vez em resposta a um seguidor que expressou a sua esperança de ver o imame no poder porque "as pessoas prestaram lealdade a" al- Rida e "moedas foram cunhadas" em seu nome. O imame disse que não havia nenhum imame entre eles que, depois de ter alcançado fama, de ter sido referido em questões religiosas e de ter recebido abertamente os impostos que lhe eram devidos, não morresse de veneno; esta situação continuaria até que "Deus escolhesse uma criança entre nós como imame, cujo nascimento e educação são ocultos e cuja descendência é bem conhecida".

### funeral
Diz-se que o califa Moʿtazz enviou seu irmão Abu Ahmad Mowaffaq para liderar a oração fúnebre para ele no bairro conhecido como distrito de Abu Ahmad,, mas quando muitas pessoas se reuniram e houve grande tumulto e choro, o esquife foi levado para sua casa e ele foi enterrado ali no pátio.
De acordo com al-Qurashi, o imame al-Haçane Alascari lavou o corpo de seu pai, envolveu-o e ofereceu a oração dos mortos sobre ele enquanto seu coração estava cheio de dor. Samarra’ ficou chocada com o grande desastre. Pessoas de todas as classes apressaram-se para obter a honra de escoltar o corpo do imame que era o restante da missão profética e do Imamato. Escritórios e lojas do estado foram fechados. Foi realizado um funeral esplêndido que Samarra nunca tinha visto como antes. O cadáver foi levado para a última morada do imame, que era sua casa, que ele designou como cemitério para ele e sua família. imame Alascari colocou o cadáver de seu pai na tumba e enterrou seu pai.

### Santuário
Alhadi foi enterrado em sua casa, que foi, nos séculos seguintes, transformada em um importante santuário por vários patronos sunitas e xiitas. O primeiro edifício substancial neste local foi construído por Nácer Adaulá, o governante hamadânida de Moçul em 333/944. O edifício foi ampliado e a ornamentação acrescentada pelos buídas e safávidas. o governante seljúcida Berkiarook b. Malikshah renovou os portões e reparou a cúpula, riwaq (pórtico) e sahn em 499/1106. (Ghaidan -70) Sua forma atual data do século XIX, quando o governante persa Qājār Nāṣir al-Dīn Shāh (r. 1848–96) ordenou em 1868–9 que o complexo fosse reconstruído. A cúpula dourada foi adicionada em 1905. O filho de Alhadi, Haçane Alascari, que o sucedeu como o décimo primeiro imame dos imames Xiitas, também foi enterrado lá, assim como outros membros da família do Profeta. Os guias de peregrinação recomendam a visitação ao santuário nos aniversários dos Askariyyān (os dois Askaris, como são conhecidos os Imames) e nos dias que comemoram suas mortes.
O Santuário Alascariyyain foi alvo de duas explosões. A primeira, realizada na manhã de quarta-feira, 22 de fevereiro de 2006, demoliu a cúpula. Alguns dos destroços da cúpula externa caíram no telhado do pórtico e o destruíram. Os painéis folheados a ouro que revestiam a cúpula e os minaretes estavam espalhados por uma área de um quilômetro de raio. Explosivos também foram colocados na entrada do porão de al-Ghaybah e dentro dele; danificaram tetos, paredes e destruíram a varanda de entrada. A segunda explosão ocorrida na quarta-feira, 13 de junho de 2007, demoliu os dois minaretes. Os destroços de um deles caíram na varanda oeste e do outro na parede leste, danificando ambos. As autoridades iraquianas responsabilizam o grupo extremista sunita Al-Qaeda por ambos os ataques.

## Família
Segundo o xeque Mufid, a esposa de Ali al-Naqi - de quem nasceu Hassan Askari - era uma escrava chamada "Hudayth". E possivelmente de origem norte-africana. Várias alternativas para seu nome indicam que seu nome não foi considerado de grande importância até depois da morte de Haçane Alascari. Ibn Shahr Ashub o menciona com o nome de "Hadith", Erbeli com o nome de "Susan" e al-Masʿūdī com o nome de "Sulayl". imame Alhadi elogiou-a dizendo: “Sulayl (seu nome) foi purificada de erro, defeito e impureza.”
Segundo fontes históricas, Hudayth deu à luz cinco filhos, quatro filhos e uma filha, que são: 1. Abu Muhammad al-Haçane (imame Alascari, o décimo primeiro Imam) 2. Seu filho mais velho, Muhammad Abu Ja'far, que morreu três anos antes da morte de seu pai. Maomé era adorado pelo seu pai e pela comunidade xiita como um todo. Ele era a escolha óbvia para suceder ao pai, e essa era a expectativa generalizada. Alguns relatórios até sugerem que seu pai escolheu explicitamente Maomé entre seus filhos para suceder ao Imamato. Frequentemente visitado por xiitas, seu túmulo fica perto de Samarra. 3. Al-Husayn; Al-Husayn bin Ali Alhadi era um homem puro, de amplo conhecimento e moral elevada. Ele estava sempre com seu irmão imame Alascari e eles eram chamados de “as-Sibtayn” como seus dois avôs imame Haçane e imame Husayn. Alguns mencionaram que este filho também morreu durante a vida de seu pai em Samarra 4. Ja'far, mais tarde conhecido por algumas fontes xiitas como Jaʿfar al-Kadhdhāb ('o Mentiroso') por causa de sua negação do nascimento do imame al-Mahdi, apresentou-se alegando ser o único herdeiro da propriedade de seu irmão e tomou posse dela. 5. A’isha, ou conforme citado por Shaykh ‘Abbas al-Qummi, ‘Aliyya.

## Características físicas e morais
De acordo com al-Qurashi, ele era moreno como seu pai, imame Aljauade, e seu avô, imame Riza. Os narradores descreveram que ele tinha olhos pretos, mãos grossas, peito largo, nariz adunco, rosto bonito e bom odor corporal. Ele era robusto como seu avô, imame Abu Ja'far al Baqir, nem baixo nem alto, com ombros largos, órgãos grandes e estatura ereta.
O historiador Dwight M. Donaldson (falecido em 1976) escreve que: “Suas elevadas qualidades são devidamente expostas pelos historiadores xiitas. Permitindo a lisonja exagerada que caracteriza os seus relatos sobre o imame, parece que ele era um homem calmo e bem-humorado, que durante todos os seus dias sofreu muito com o ódio de Mutawakkil, e sob tudo isso preservou a sua dignidade e exibiu a sua paciência. Ele foi muito generoso. Ele era tão inspirador que sempre que entrava na corte de Mutawakkil, o califa tirânico dos abássidas, este e seus cortesãos imediatamente se levantavam em sinal de respeito e reverência.
Para Wardrop, a imagem de Alhadi nas fontes xiitas é a de um “Imã pacifista e perseguido que pode permanecer totalmente inviolável diante das tentativas básicas de seus inimigos de humilhá-lo e atacá-lo, é uma das imagens mais fortes que surge em os relatos da vida de Alhadi na corte”. (Wardrop-1988-118) Quando a casa do imame foi revistada em busca de dinheiro e armas, ele novamente manteve uma indiferença imparcial, orientando os investigadores que foram destacados para realizar a busca em cada um dos quartos, apontando até onde poderiam olhar. As descrições do imame nesta ocasião aumentam muito a aura de outro mundo, pois ele parece despreocupado com as ansiedades triviais de al-dunya, [o mundo material]. Na chegada dos soldados, ele estaria vestindo uma roupa de lã e capuz, um tapete de orações diante dele e, segundo algumas fontes, ele estava de frente para a qibla [na direção de Meca]. Quando as acusações contra ele foram rejeitadas, o imame não desperdiçou energia em raiva ou amargura contra os seus detratores, citando apenas um versículo do Alcorão: Aqueles que fazem o mal saberão disso. Que tipo de mudança irá alterá-los.
Onde o imame é levado à justa indignação é em resposta ao desrespeito ou ao ridículo de indivíduos isolados. No entanto, mesmo aqui a sua reacção não é entregar-se ao ataque verbal ou ao silêncio enfurecido, mas invocar o poder de Deus, muitas vezes de forma milagrosa, para punir o ofensor através do infortúnio ou da morte.
O escritor e pesquisador xiita Sr. Ahmad Birjandi escreve sobre o imame Alhadi: “Embora os abássidas de alguma forma demonstrassem abertamente sua inimizade, ainda assim eles admitiam as características competentes e a alta piedade e erudição do Santo imame. Eles também testaram e observaram por experiência as suas virtudes, visão acadêmica e domínio sobre questões islâmicas e jurisprudenciais e testemunharam seu vasto campo de conhecimento, como o de seus honrados ancestrais, em debates e sessões de discussão.”
Ele acrescenta: “À noite, seu tempo era gasto principalmente em orações, súplicas, leitura do Alcorão e comunhão com Alá. Ele costumava usar um manto áspero e sentar-se num colchão de palha. Qualquer pessoa sombria que olhasse para ele ficaria encantada. Ele era amado por todos. Sempre havia um sorriso em seus lábios, embora tenha sido seu caráter inspirador que conquistou grandemente o coração das pessoas.”
Ali Alnaqui era reverenciado por sua piedade e humildade. De acordo com o que está registrado na história de Iacubi e Maçudi, Alhadi é descrito como quieto e alegre, que, apesar de ter sido severamente perseguido por Mutavaquil, não abriu mão da paciência e manteve sua dignidade. Diz-se que Alhadi exibia extrema generosidade, embora às vezes ele próprio não tivesse dinheiro para pagar. Um exemplo disso é um relato que descreve como um homem nômade veio ao imã para lhe contar como ele estava muito endividado e precisando de assistência. Alhadi, ele próprio com pouco dinheiro, deu ao homem um bilhete dizendo que ele estava em dívida com o nômade, e o instruiu a encontrar o imã em um lugar onde ele tivesse uma reunião, e insistir que o imã devolvesse o dinheiro. dívida registrada. O nômade fez o que lhe foi dito, e o imã se desculpou com o nômade na frente dos presentes por ser incapaz de retribuir. Os funcionários na reunião relataram a dívida do imã ao califa, Mutavaquil, que então enviou ao imã 30.000 dirrãs, com os quais apresentou ao nômade.

## Posição científica e narrativa
Alhadi contribuiu para os livros de argumentação que foram compilados por estudiosos xiitas, entre os quais estava um tratado teológico sobre o livre arbítrio humano e alguns outros textos curtos e declarações atribuídas a Alhadi são citados por Abu Maomé Haçane ibne Ali ibne Huceine ibne Xuba Alharrani.

### Argumentos

#### Com um membro do clã Haxemita sobre o valor da ciência
Diz-se que uma vez um erudito entrou onde Alhadi teve uma reunião com os mestres haxemitas (o clã ao qual o profeta Maomé pertencia). Alhadi sentou o erudito ao seu lado e o tratou com grande respeito. O haxemita protestou dizendo: "por que você o prefere aos mestres de Banu Haxim?" Alhadi disse: "Cuidado para ser daqueles sobre quem Deus falou: Você não considerou aqueles que recebem uma porção do Livro? Eles são convidados para o Livro de Deus que pode decidir entre eles, então uma parte deles volta e eles se retiram. Você aceita o Livro de Deus como um juiz?" perguntou Alhadi. Todos eles disseram: “Ó filho do mensageiro de Deus, sim.” Então Alhadi tentou provar sua posição dizendo: “Deus não disse que Deus exaltará aqueles de vocês que creem, e aqueles que recebem conhecimento, em altos graus?  Deus não aceita que um crente conhecedor seja preferido a um crente ignorante, assim como Ele quer que um crente seja preferido a um incrédulo. Deus disse, Deus exaltará aqueles de vocês que creem e aqueles que recebem conhecimento, em altos graus. Ele disse, Deus exaltará aqueles que recebem honra de linhagem, em altos graus? Deus disse: Aqueles que sabem e aqueles que não sabem são iguais? [i] Então, como você nega que eu o honre pelo que Deus o honrou?"

#### Com ibne Assiquite
Em uma ocasião, Mutavaquil organizou uma conferência a ser realizada em seu palácio com teólogos e juristas que ele havia convidado. Ele havia pedido a Iacube ibne Ixaque, conhecido como ibne Assiquite, para fazer a Alhadi as perguntas que ele achava que o imã não poderia responder. Uma das perguntas era por que Deus enviou Moisés com a vara e a mão branca, enviou Jesus com a cura dos cegos e leprosos e deu vida aos mortos, e enviou Maomé com o Alcorão e a espada? A resposta de Alhadi é a seguinte: "Alá enviou Moisés com a vara e a mão branca em um tempo em que a coisa predominante entre as pessoas era a magia. Portanto, Moisés veio até eles com isso e derrotou sua magia, atordoou-os e provou autoridade sobre E Alá enviou Jesus Cristo com a cura dos cegos e leprosos e dando vida aos mortos pela vontade de Alá em um tempo em que a coisa predominante entre as pessoas era a medicina. Portanto, Jesus Cristo veio até eles com isso e os derrotou e atordoou. E Alá enviou Maomé com o Alcorão e a espada em um tempo em que as coisas predominantes entre as pessoas eram espada e poesia. Portanto, Maomé veio até eles com o Alcorão e espada e atordoou sua poesia, derrotou sua espada e provou autoridade sobre eles”.

#### ComYahya bin Aktham
Yahya bin Aktham foi outro estudioso que foi convidado a experimentar o imã. Diz-se que após a resposta de Alhadi às perguntas de Iáia, ele se voltou para Mutavaquil e o aconselhou dizendo: "Não gostamos que você pergunte a este homem sobre nada depois de minhas perguntas a ele ... Ao mostrar seu conhecimento, haverá fortalecimento para Rafida (o xiita)." Uma das perguntas é a seguinte:
"Diga-me por que Ali (o primeiro imã xiita) matou o povo de (a batalha de) Sifim ... se eles estavam atacando ou fugindo e ele acabou com os feridos, mas no dia de Aljamal (Batalha do Camelo) ele não... Em vez disso, ele disse: Quem ficar em sua casa estará seguro. Por que ele fez isso? Se a primeira decisão estava certa, então a segunda estaria errada."
Alhadi respondeu: "O imã do povo da Batalha do Camelo foi morto e eles não tinham um líder para se referir. Eles voltaram para suas casas sem lutar, enganar ou espionar. Eles ficaram satisfeitos (após a derrota) Mas o povo de Sifim pertencia a uma companhia preparada com um líder que lhes fornecia lanças, armaduras e espadas, cuidando deles, dando-lhes bons presentes, preparando grandes quantias para eles, visitando seus doentes, curando seus feridos, dando sumpters aos seus rodapés, ajudando seus necessitados e devolvendo-os à luta..."
Ora, na Oração Fajr (amanhecer), as suras são recitadas em voz alta, embora sejam das orações do dia, enquanto são as orações da noite que são recitadas em voz alta. A resposta: quanto à Oração Fajr, ela é recitada em voz alta porque o Profeta a ofereceu na escuridão (no final da) noite, e por isso é recitada durante a noite.

#### Argumentação teológica
Na idade do imame Alhadi, muitas dúvidas e ilusões se espalharam sobre os fundamentos do Islã. O início foi durante o governo omíada, que abriu o caminho para a disseminação de pensamentos e conceitos desviantes e equivocados. Os omíadas encorajaram as culturas equivocadas que se espalharam mais fortemente durante o governo abássida. Estudiosos muçulmanos, liderados pelos Imames de Ahlul Bayt, resistiram e refutaram as opiniões e pensamentos ateus usando evidências científicas irrefutáveis. Tudo isto está registado nos livros de “argumentação” escritos por estudiosos xiitas para provar a luta dos seus Imames no apoio ao Islão e na luta contra a descrença e o ateísmo.

##### A Impossibilidade de Ver Deus
Ahmad ibn Ishaq Ash'ari Qomi escreveu ao imame Alhadi perguntando-lhe sobre (a possibilidade de) ver Allah e o que as pessoas disseram a esse respeito. imame Alhadi respondeu: "Se era ou não possível ver Deus, era uma das questões comuns discutidas na época de Alhadi, que acreditava ser impossível vê-lo. Ele argumentou que "ver não é possível se não houver ar (espaço) entre o vidente e a coisa vista através da qual a visão passa. Se não houver ar e nem luz entre o vidente e a coisa vista, não haverá visão. Quando o vidente iguala a coisa vista na causa da visão entre eles, a visão ocorre, mas aqueles que comparam o vidente (homem) a Alá, estão enganados porque comparam Alá ao homem... pois os efeitos devem estar relacionados às causas."

##### Impossibilidade de Incorporação
Saqr bin Abu Dalf disse: ‘Perguntei a Abul Haçane ‘Ali bin Muhammad sobre o monoteísmo. e disse a ele que eu acreditava naquilo que Hisham bin al-Hakam acreditava. Ele acreditava na encarnação antes de sua orientação. O imame ficou zangado e disse: ‘O que você tem a ver com a palavra (crença) de Hisham? Aquele que afirma que Allah tem um corpo não é nosso e estamos livres dele neste mundo e no outro mundo. Ó ibn Abu Dalf, o corpo (substância) é criado e foi Allah Quem o criou e incorporou.’ Ibrahim bin Muhammad al-Hamadani narrou: ‘Eu escrevi ao homem (imame Alhadi) dizendo-lhe: ‘Conosco há alguns de seus seguidores que discordaram sobre o monoteísmo. Alguns deles dizem que Allah é “um corpo” e alguns dizem “forma”.’ Ele escreveu dizendo: ‘Glória àquele que não pode ser limitado e não pode ser descrito. Nada é como Ele e Ele é o Ouvinte, o Sapiente.' É impossível descrever Allah, o Todo-Poderoso, com os limites das coisas criadas e é impossível descrevê-Lo com a multiplicidade de aspectos porque Seus atributos são Sua própria essência, como os teólogos fizeram. comprovado. imame Abul Haçane Alhadi, em sua conversa com al-Fatah bin Yazeed, declarou a impossibilidade de descrever o Criador com qualquer atributo que possa cobrir sua essência e verdade. Ele disse: ‘O Criador não é descrito exceto com aquilo com que Ele mesmo se descreveu. Como pode o Criador, a quem os sentidos falham em conceber, as mentes em alcançar, as imaginações em conter e as visões em cercar, ser descrito? Exaltado é Ele acima do que os descritores dizem, e glorificado é Ele acima do que os retratadores descrevem. Ele está longe em Sua proximidade e próximo em Sua distância. adaptou o “como” que não se diz (para Ele) como, e adaptou o “onde” que não se diz (para Ele) onde. Ele está fora de como e onde. Ele é Único, Único, Eterno, Absoluto. Ele não gera, nem foi gerado, e não há ninguém comparável a Ele.

## Obras (orações)
Um tratado teológico sobre o livre arbítrio humano e alguns outros textos curtos e declarações atribuídas a ele são citados por Ebn Shu'ba al-Harrani em seu livro Tuhaf al-Uqul, uma coleção Twelver de hadiths. De acordo com Mavani, a maioria dos relatórios de hadith que determinam khums são atribuídos ao nono e décimo imãs xiitas, Jawad (falecido em 835) e Hadi (falecido em 868), respectivamente. Argumenta-se que a razão para isto é que a decisão sobre os khums foi um exemplo da autoridade discricionária dos Imames como líderes religiosos e temporais. Portanto, baseou-se na sua convicção, naquele momento específico, de que tal decisão revista era do melhor interesse da comunidade. Um exemplo é a resposta de Alhadi a uma carta do seu novo agente Haçane ibn Rashid, na qual o primeiro descreve Khums como um imposto sobre posses e produtos, e sobre comerciantes e artesãos, depois de terem fornecido para eles mesmos. Esta última parte é esclarecida em uma carta de Alhadi a outro agente, chamado Ibrahim ibn Muhammad al-Hamadani, que explica que Khums é cobrado após o fornecimento da terra e dos dependentes, e após o kharaj (terra imposto) para o governante.

### Seus Ziyarats
Ziyarat é um termo usado para designar a visitação aos túmulos dos vice-regentes de Deus. Estes incluem os mensageiros de Deus, os profetas e os seus executores. Entre a comunidade xiita, Ziyarat também é um termo que se refere a saudar o profeta Muhammad e sua família, seja no túmulo ou de longe. Grande parte da literatura Ziyarat foi recitada e transmitida pelos Doze Imames Xiitas e registrada em livros clássicos das tradições Xiitas, como Bihar al-Anwar, compilado por Allamah Majlisi no século XVII.
Uma coleção de Ziyarats maravilhosos foi transmitida pelo imame al Hadi, através dos quais ele visitou seus pais, os Imames de Ahlul Bayt. Estes Ziyarats estão cheios de argumentos à direita do Ahlul Bayt no califado islâmico. Eles também incluem documentações importantes de suas realizações, moral, virtudes e qualidades.

#### Jami'ah Kabirah
Ziyarat Jamiah Kabirah (em árabe: الزيارة الجامعة الكبيرة) é uma "oração de peregrinação" ziarate muçulmana de doze xiitas. Esses livros de Ziyarah são chamados de "al-Jami'ah" porque não são específicos para um imã em particular, mas foram compostos e ensinados de tal forma que, ao lê-los, você pode visitar qualquer um dos imãs de longe. ou perto. Entre os Ziyarats deste tipo, dois Ziyarats são mais famosos e populares, um é "al-Jami'ah Saghira" e o outro é "al-Jami'ah Kabira". al-Jami’ah Kabira é mais famoso e aceito que outros, e entre os xiitas, quando se trata de “Ziyarat al-Jami’ah”, significa Ziyarat Jamiat Kabira. O texto deste Ziyarat foi narrado pelo imame Alhadi. Ibn Babawayh narrou através de Muhammad ibn Ismail Barmaki de Muça bin Abdullah Nakhai e narrou do imame Alhadi. Allamah al Majlisi, diz que esta forma de ziyarah é considerada a forma abrangente mais sublime em texto, cadeia de autoridade, eloqüência e lucidez. Em seu comentário sobre Man-la-Yahduruhul-Faqih, `o pai de Allamah al Majlisi mencionou que esta forma de ziyarah é a forma mais excelente e mais perfeita e que enquanto ele estivesse em um santuário de qualquer um dos Imames, ele não diria nenhuma outra forma além desta. Esta ziyarah foi relatada por Shaykh al Saduq em seus dois livros de Man-la-Yahduruhul-Faqih e `Uyun Akhbar Arrida.

#### Ziyarah de Al-Ghadir
O Dia de Al-Ghadir é uma das ocasiões mais importantes para os doze xiitas que o consideram um Eid onde o Profeta nomeou o imã Ali como o califa dos muçulmanos depois dele. Os xiitas visitavam e ainda visitam o santuário do imã Ali no Dia de Algadir todos os anos para confirmar sua tutela e fidelidade a ele. Alhadi visitou o santuário de seu avô imã Ali no ano em que Almotácime, o califa abássida, o trouxe de Medina para Samarra'. Alhadi visitou seu avô Amir Almumine com esta maravilhosa ziyara na qual mencionou as virtudes do imã Ali e os problemas políticos e sociais que sofria naquela idade.

## imame Alhadi na opinião dos sunitas
A seguir está uma seleção do que os estudos sunitas disseram sobre o imame Ali b. Muhammad Alhadi.
1. Maomé b. Talha ash-Shafi'i (falecido em 652 AH) diz: “As virtudes de Abol-Haçane Ali b. Muhammad [imame Alhadi] assumiu sua posição nos ouvidos [dos sábios] como as pedras preciosas dos brincos, e assim como um par de conchas envolve e protege sua valiosa pérola, os ouvidos também abraçam a excelência de suas virtudes com fascinação ; virtudes que testemunham o fato de que a alma de Abol-Haçane [imame Alhadi] é dotada dos mais puros atributos e que desceu da Posição de Profeta até os Filhos da Nobreza.”
2. O grande biógrafo e exegeta corânico Eben Kathir (falecido em 774 AH) afirma: “Abol-Haçane Ali [imame Alhadi] era dedicado à devoção e adoração a Deus (abed) e levava uma vida ascética simples. ”
3. Muhammad Khaje-ye Parsa-ye Bokhari (falecido em 865 AH), o mestre (faqih) estudioso da ciência do hadith, e Sufi diz: “Abol-Haçane Ali [imame Alhadi] foi dedicado à devoção e adoração de Deus (abed), era um magister (ou seja, um estudioso das ciências religiosas: um faqih) e um imame (líder dos fiéis).”
4. Ahmad b. Hajar al-Haythami al-Makki (falecido em 974 AH) diz: “Abol Haçane Ali era o herdeiro de seu pai em termos de [extensão de] seu conhecimento e aprendizado, e em termos de sua munificência e generosidade”.
5. Abol-Faraj Abdol-Hayy b. ‘Amad al-Hanbali (falecido em 1089 AH) diz: “Abol Haçane Ali era um magister (faqih), era um imã (líder dos fiéis) e era dedicado à devoção e adoração a Deus”.
6. Khayroddin az-Zarkali diz: “Abol-Haçane Ali b. Maomé conhecido como Alhadi era justo e temente a Deus.”
7. Ali al-Hosayni al-Fakri al-Qaherai diz: “Abol-Haçane Alascari [Alhadi] era o herdeiro e sucessor de seu pai em termos [da extensão de] seu conhecimento e aprendizagem, e em termos de sua munificência e generosidade. Ele era um magister (faqih), eloqüente, elegante e digno. Ele era a pessoa mais genial e verdadeira.”

## bibliografia
- Adamec, Ludwig W. (2017). Historical Dictionary of Islam Third ed. [S.l.]: Rowman & Littlefield. ISBN 9781442277236 Verifique o valor de |url-access=registration (ajuda)
- Amir-Moezzi, Mohammad Ali (1994). The Divine Guide in Early Shi'ism: The Sources of Esotericism in Islam. [S.l.]: State University of New York Press. ISBN 9780585069722 Verifique o valor de |url-access=registration (ajuda)
- Aslan, Reza (2008). No god But God: The Origins, Evolution and Future of Islam. [S.l.]: Random House. ISBN 9781407009285 Verifique o valor de |url-access=registration (ajuda)
- Baghestani, Esmail (2014). «Jawad, imame». Encyclopaedia of the World of Islam (em persa). 11. Encyclopaedia Islamica Foundation. ISBN 978-9644470127
- Bernheimer, Teresa (2017). «ʿAlī l-Hādī». In:  Fleet, Kate; Krämer, Gudrun; Matringe, Denis; Nawas, John; Stewart, Devin J. Encyclopaedia of Islam Third ed. Brill Reference Online. ISBN 9789004335714. doi:10.1163/1573-3912_ei3_COM_24990 Verifique o valor de |url-access=subscription (ajuda)
- Blichfeldt, Jan-Olaf (1985). Early Mahdism: Politics and Religion in the Formative Period of Islam. [S.l.]: E. J. Brill. ISBN 9789004076433
- Daftary, Farhad (2013). A History of Shi'i Islam. [S.l.]: I. B. Tauris. ISBN 9780755608669 Verifique o valor de |url-access=registration (ajuda)
- Daftary, Farhad; Nanji, Azim (2014). «Twelver Shi'ism». In:  Fitzpatrick, Coeli; Walker, Adam Hani. Muhammad in History, Thought, and Culture: An Encyclopedia of the Prophet of God. 2. ABC-CLIO. pp. 644–651. ISBN 9781610691772 Verifique o valor de |url-access=registration (ajuda)
- Donaldson, Dwight M. (1933). The Shi'ite Religion: A History of Islam in Persia and Iraḳ. [S.l.]: AMS Press. ISBN 9780598503787
- Eliash, J. (2012). «Ḥasan al-ʿAskarī». In:  Bearman, P.; Bianquis, Th.; Bosworth, C.E.; van Donzel, E.; Heinrichs, W.P. Encyclopaedia of Islam Second ed. Brill Reference Online. ISBN 9789004161214. doi:10.1163/1573-3912_islam_SIM_2762 Verifique o valor de |url-access=subscription (ajuda)
- Esposito, John L., ed. (2004). The Oxford Dictionary of Islam. [S.l.]: Oxford University Press. ISBN 9780199757268 Verifique o valor de |url-access=registration (ajuda)
- Halm, Heinz (2001). «ḠOLĀT». Encyclopedia Iranica. XI/1. pp. 62–4. ISSN 2330-4804
- Hulmes, Edward D. A. (2008). «'ALI Alhadi». In:  Netton, Ian Richard. Encyclopedia of Islamic Civilisation and Religion. Routledge. 43 páginas. ISBN 9780700715886 Verifique o valor de |url-access=registration (ajuda)
- Hussain, Jassim M. (1986). Occultation of the Twelfth Imam: A Historical Background (PDF). [S.l.]: Routledge Kegan & Paul. ISBN 9780710301581
- Lewis, B. (2012). «al-ʿAskarī». In:  Bearman, P.; Bianquis, Th.; Bosworth, C.E.; van Donzel, E.; Heinrichs, W.P. Encyclopaedia of Islam Second ed. ISBN 9789004161214. doi:10.1163/1573-3912_islam_SIM_0810 Verifique o valor de |url-access=subscription (ajuda)
- Madelung, W. (1985). «'Alī al-Hādī». Encyclopaedia Iranica. I/8. pp. 861–2. ISSN 2330-4804
- Madelung, W. (2012). «Muḥammad b. 'Alī al-Riḍā». In:  Bearman, P.; Bianquis, Th.; Bosworth, C.E.; van Donzel, E.; Heinrichs, W.P. Encyclopaedia of Islam Second ed. doi:10.1163/1573-3912_islam_SIM_5343 Verifique o valor de |url-access=subscription (ajuda)
- Mavani, Hamid (2013). Religious Authority and Political Thought in Twelver Shi'ism: From Ali to Post-Khomeini. [S.l.]: Routledge. ISBN 9780415624404 Verifique o valor de |url-access=registration (ajuda)
- Medoff, Louis (2016). «Moḥammad al-Jawād, Abu Ja'far». Encyclopaedia Iranica Online ed. ISSN 2330-4804
- Modarressi, Hossein (1993). Crisis and Consolidation in the Formative Period of Shi'ite Islam: Abu Ja'Far Ibn Qiba Al-Razi and His Contribution to Imamite Shi'Ite Thought. [S.l.]: Darwin Press. ISBN 0878500952 Verifique o valor de |url-access=registration (ajuda)
- Momen, Moojan (1985). An Introduction to Shi'i Islam. [S.l.]: Yale University Press. ISBN 9780300034998
- Northedge, Alastair (2006). «SAMARRA». In:  Meri, Josef W. Medieval Islamic Civilization An Encyclopedia. 1. Routledge. pp. 694–697. ISBN 9780415966924 Verifique o valor de |url-access=registration (ajuda)
- Pakatchi, Ahmad (2013). «Hassan Askari, imame». Encyclopaedia of the World of Islam (em persa). 20. Encyclopaedia Islamica Foundation. ISBN 9786006326191
- Picken, Gavin (2008). «Shi'ism (Al-Shi'a)». In:  Netton, Ian Richard. Encyclopedia of Islamic Civilisation and Religion. Routledge. pp. 596–7. ISBN 9780700715886 Verifique o valor de |url-access=registration (ajuda)
- Pierce, Matthew (2016). Twelve Infallible Men: The Imams and the Making of Shi'ism. [S.l.]: Harvard University Press. ISBN 9780674737075
- Sachedina, Abdulaziz Abdulhussein (1981). Islamic Messianism: The Idea of Mahdī in Twelver Shīʻism (PDF). [S.l.]: State University of New York Press. ISBN 9780873954426
- Sajjadi, Sadeq (2018). «Fadak». In:  Daftary, Farhad. Encyclopaedia Islamica. Traduzido por Khaleeli, Alexander. doi:10.1163/1875-9831_isla_COM_036126 Verifique o valor de |url-access=subscription (ajuda)
- Sourdel, D. (1970). «The ʿAbbasid Caliphate». In:  Holt, P.M.; Lambton, Ann K.S.; Lewis, Bernard. The Cambridge History of Islam, Volume 1A: The Central Islamic Lands from Pre-Islamic Times to the First World War. [S.l.]: Cambridge University Press. pp. 104–139. LCCN 73-77291 Verifique o valor de |url-access=registration (ajuda)
- Tabatabai, Sayyid Mohammad Hosayn (1975). Shi'ite Islam. Translated by Sayyid Hossein Nasr First ed. [S.l.]: State University of New York Press. ISBN 0873953908 Verifique o valor de |url-access=registration (ajuda)
- Wardrop, S. F. (1988). Lives of the Imams, Maomé Aljauade and 'Ali Alhadi and the Development of the Shi'ite Organisation (PhD thesis). University of Edinburgh